# رود نیو
رود نیو (به لاتین: Neo River) یک رود در ژاپن است که  ۴۷ کیلومتر است.